# Cotton Bowl Classic 2023 (janvier)
Match précédent Match suivant
Le Cotton Bowl Classic 2023 (janvier) est un match de football américain de niveau universitaire joué après la saison régulière de 2022, le 2 janvier 2022 au AT&T Stadium situé à Arlington dans l'État du Texas aux États-Unis. 
Il s'agit de la 87e édition du Cotton Bowl Classic.
Désignées par le comité de sélection du College Football Playoff, le match met en présence l'équipe des Green Wave de Tulane issue de l'American Athletic Conference et l'équipe des Trojans de l'USC issue de la Pacific-12 Conference.
Il débute vers 13 heures locales (19 heures en France) et est retransmis à la télévision par ESPN.
Sponsorisé par la société Goodyear Tire and Rubber Company, le match est officiellement dénommé le 2023 Goodyear Cotton Bowl Classic.
Tulane remporte le match sur le score de 46 à 45. Avec cette victoire, la Green Wave termine la saison avec un bilan de 12 victoires pour 2 défaites ce qui constitue une amélioration de dix victoires par rapport à la saison 2021 (2-10). L'équipe de Tulane réalise ainsi la plus grande amélioration en une saison de l'histoire de la NCAA.

## Présentation du match
| Équipes                                                                                         | Couleurs | Conférences | Entraîneurs                     | Stats. saison rég. | Classements avant le bowl | Classements avant le bowl | Classements avant le bowl |
| ----------------------------------------------------------------------------------------------- | -------- | ----------- | ------------------------------- | ------------------ | ------------------------- | ------------------------- | ------------------------- |
| Équipes                                                                                         | Couleurs | Conférences | Entraîneurs                     | Stats. saison rég. | CFP                       | AP                        | Coaches                   |
| Green Wave de Tulane                                                                            |          | AAC         | Willie Fritz (en) (7e saison)   | 11 - 2             | no 16                     | no 14                     | no 17                     |
| Trojans de l'USC                                                                                |          | Pac-12      | Lincoln Riley (en) (1re saison) | 11 - 2             | no 10                     | no 8                      | no 8                      |
| - Arbitre : Steve Marlowe (SEC) - Équipe donnée favorite par les bookmakers : USC par 2½ points |          |             |                                 |                    |                           |                           |                           |

Il s'agit de la 4e rencontre entre les deux équipes, USC menant les statistiques avec deux victoires contre une pour Tulane ;
| Saison | Date              | Vainqueur | Score   | Perdant | Compétition      |
| ------ | ----------------- | --------- | ------- | ------- | ---------------- |
| 1946   | 21 décembre 1946  | USC       | 20 - 13 | Tulane  | Saison régulière |
| 1942   | 26 septembre 1942 | Tulane    | 27 - 13 | USC     | Saison régulière |
| 1931   | 1er janvier 1932  | USC       | 21 - 12 | Tulane  | Rose Bowl        |

### Green Wave de Tulane
Avec un bilan global en saison régulière de 10 victoires et 2 défaites (7-1 en matchs de conférence), Tulane est éligible et accepte l'invitation pour participer au Cotton Bowl Classic 2023.
Ils terminent 1er de l'American Athletic Conference et remportent ensuite la finale de conférence 45 à 28 contre les Knights de l'UCF pour finir avec un bilan de 11 victoires et 2 défaites avant le bowl.
À l'issue de la saison 2022 (bowl non compris), ils sont désignés no 16 au classement CFP, no 14 au classement AP et no 17 au classement Coaches.
Il s'agit de leur première apparition au Cotton Bowl Classic.
| Logo     | Postes                                                | Joueurs                                               | Statistiques                                                      |
| -------- | ----------------------------------------------------- | ----------------------------------------------------- | ----------------------------------------------------------------- |
|          | Quarterback                                           | Michael Pratt (en)                                    | 207/321 passes réussies pour 2 775 yards, 25 TDs, 5 interceptions |
| Coureur  | Tyjae Spears (en)                                     | 212 courses pour 1 376 yards nets gagnés et 17 TDs    |                                                                   |
| Receveur | Duece Watts                                           | 31 réceptions pour 574 yards et 8 TDs                 |                                                                   |
| Effectif | Listing et statistiques du roster 2022 des Green Wave | Listing et statistiques du roster 2022 des Green Wave |                                                                   |

### Trojans de l'USC
Avec un bilan global en saison régulière de 11 victoires et 1 défaite (8-1 en matchs de conférence), USC (South California) est éligible et accepte l'invitation pour participer au Cotton Bowl Classic 2023.
Ils terminent 1er de la Pacific-12 Conference et perdent ensuite la finale de conférence 24 à 47 jouée contre les #8 Utes de l'Utah finissant avec un bilan de 11 victoires et 2 défaites avant le bowl.
À l'issue de la saison 2022 (bowl non compris), ils sont désignés no 10 au classement CFP et no 8 aux classements AP et Coaches.
Il s'agit de leur 3e participation au Cotton Bowl Classic :
| Saisons | Dates            | Vainqueurs               | Scores  | Finalistes                | Bilan     |
| ------- | ---------------- | ------------------------ | ------- | ------------------------- | --------- |
| 1994    | 2 janvier 1995   | USC                      | 55 - 14 | Red Raiders de Texas Tech | V : 1 - 0 |
| 2017    | 30 décembre 2017 | #5 Buckeyes d'Ohio State | 24 - 07 | #8 USC                    | D : 1 - 1 |

| Logo     | Postes                                             | Joueurs                                            | Statistiques                                                      |
| -------- | -------------------------------------------------- | -------------------------------------------------- | ----------------------------------------------------------------- |
|          | Quarterback                                        | Caleb Williams                                     | 296/448 passes réussies pour 4 075 yards, 37 TDs, 4 interceptions |
| Coureur  | Travis Dye                                         | 145 courses pour 884 yards nets gagnés et 9 TDs    |                                                                   |
| Receveur | Tahj Washington                                    | 45 réceptions pour 676 yards et 6 TDs              |                                                                   |
| Effectif | Listing et statistiques du roster 2022 des Trojans | Listing et statistiques du roster 2022 des Trojans |                                                                   |

## Résumé du match
Match joué dans un stade fermé, début à 12 h 57 locales, fin à 16 h 46 locales pour une durée totale de jeu de 3 h 49 min.
USC a mené pendant presque l'entièreté du match, 14–0 et 28–14 en première période et 45-30 après avoir inscrit un field goal alors qu'il ne restait que 4 min 30 s à jouer. Tulane va alors inscrire un touchdown en 37 secondes réduisant le score à 45-37. Sur le premier jeu du drive d'USC, la défense de Tulane inscrit un safety (45-29) alors qu'il ne reste que 3 min 20 s à jouer. Tulane récupère la possession du ballon et va réussir deux 4e downs en douze jeux au cours d'un drive de 66 yards qui se conclut par le touchdown victorieux (46-45) alors qu'il ne reste que 9 secondes à jouer.
| QT            | Temps         | Drive         | Drive         | Drive         | Équipe        | Description de l'action                                                                                                | Score | Score |
| ------------- | ------------- | ------------- | ------------- | ------------- | ------------- | --- | ----- | ----- |
| QT            | Temps         | Jeux          | Yards         | TDP           | Équipe        | Description de l'action                                                                                                | TUL   | USC   |
| 1             | 05:58         | 17            | 75            | 09:02         | USC           | TD de 9 yards par le WR Michael Jackson III (passe du QB Caleb Williams (+ 1 pt de conversion par le K Denis Lynch)    | 0     | 7     |
|               |               |               |               |               |               | |       |       |
| 2             | 12ː33         | 12            | 95            | 05ː13         | USC           | TD de 3 yards par le WR Terrell Bynum (passe du QB Caleb Williams + 1 pt de conversion par le K Denis Lynch)           | 0     | 14    |
| 2             | 09:30         | 8             | 75            | 03:03         | TUL           | TD à la suite d'une course de 3 yards par le RB Tyjae Spears (+ 1 pt de conversion par le K Valentino Ambrosio)        | 7     | 14    |
| 2             | 05:42         | 2             | 92            | 00:50         | TUL           | TD de 87 yards par le WR Jha'Quan Jackson (passe du QB Michael Pratt + 1 pt de conversion par le K Valentino Ambrosio) | 14    | 14    |
| 2             | 02:21         | 6             | 75            | 03:15         | USC           | TD à la suite d'une course de 39 yards par le RB Raleek Brown (+ 1 pt de conversion par le K Denis Lynch)              | 14    | 21    |
| 2             | 00:12         | 6             | 68            | 01:07         | USC           | TD de 4 yards par le WR Brenden Rice (passe du QB Caleb Williams + 1 pt de conversion par le K Denis Lynch)            | 14    | 28    |
|               |               |               |               |               |               | |       |       |
| 3             | 11:55         | 7             | 76            | 03:00         | TUL           | TD à la suite d'une course de 7 yards par le RB Tyjae Spears (+ 1 pt de conversion par le K Valentino Ambrosio)        | 21    | 28    |
| 3             | 04:02         | 7             | 40            | 03:06         | TUL           | FG de 42 yards par le K Valentino Ambrosio                                                                             | 24    | 28    |
| 3             | 01:24         | 5             | 97            | 02:30         | USC           | TD de 19 yards par le WR Brenden Rice (passe du QB Caleb Williams + 1 pt de conversion par le K Denis Lynch)           | 24    | 35    |
| 3             | 00:40         | 3             | 65            | 00:44         | TUL           | TD à la suite d'une course de 3 yards par le RB Tyjae Spears (la tentative d conversion à 2 pts par une passe échoue)  | 30    | 35    |
|               |               |               |               |               |               | |       |       |
| 4             | 12:09         | 7             | 47            | 03:30         | USC           | TD de 4 yards par le WR Kyron Hudson (passe du QB Caleb Williams + 1 pt de conversion par le K Denis Lynch)            | 30    | 42    |
| 4             | 04:07         | 2             | 63            | 00:16         | TUL           | TD à la suite d'une course de 4 yards par le RB Tyjae Spears (+ 1 pt de conversion par le K Valentino Ambrosio)        | 37    | 42    |
| 4             | 03:20         | -             | -             | -             | TUL           | Safety par le DL Patrick Jenkins                                                                                       | 39    | 42    |
| 4             | 00:09         | 12            | 66            | 03:04         | TUL           | TD de 6 yards par le TE Alex Bauman (passe du QB Michael Pratt (+ 1 pt de conversion par le K Valentino Ambrosio)      | 46    | 42    |
| Score final : | Score final : | Score final : | Score final : | Score final : | Score final : | Score final : | 46    | 42    |

## Statistiques
| Statistiques               | TUL                            | USC                            |
| -------------------------- | ------------------------------ | ------------------------------ |
| 1er downs                  | 19                             | 29                             |
| 1er downs à la course      | 9                              | 6                              |
| 1er downs à la passe       | 6                              | 22                             |
| 1er downs par pénalité     | 1                              | 1                              |
| 3e downs                   | 3/8                            | 11/15                          |
| 4e downs                   | 2/2                            | 2/2                            |
| Jeux-Yards                 | 52 - 539                       | 84 - 594                       |
| Courses : Nb.-Yards-Moy.   | 34 - 305 - 9.0                 | 32 - 132 - 4.1                 |
| Field goals                | 1/1                            | 1/2                            |
| Passes tentées/réussies    | 8/18                           | 37/52                          |
| Passes : Yards             | 234                            | 462                            |
| Passes interceptées        | 0                              | 1                              |
| Touchdowns                 | - 2 à la passe - 4 à la course | - 5 à la passe - 1 à la course |
| Red-zone                   | 5/5                            | 5/5                            |
| Plaquages : Nb.-Seul       | 84 - 44                        | 48 - 32                        |
| TFL : Nb.-Yards            | 8 - 12                         | 4 - 20                         |
| Sacks réussis : Nb.-Yards  | 0 - 0                          | 4 - 20                         |
| Punt : Nb.-Yards           | 0 - 0                          | 1 - 1                          |
| Retour Kickoff : Nb.-Yards | 6 - 146                        | 5 - 47                         |
| Punts : Moyenne            | 24.3                           | 13.4                           |
| Fumbles–Perdu(s)           | 1/1                            | 2/0                            |
| Pénalités–Yards            | 4/30                           | 5/37                           |
| Temps de possession        | 20:11                          | 39:49                          |

| Systèmes | Noms              | Postes | Équipe |
| -------- | ----------------- | ------ | ------ |
| Attaque  | Tyjae Spears (en) | Tulane | RB     |
| Défense  | Dorian Williams   | Tulane | LB     |

| Green Wave de Tulane |                         |                                                                                                |
| Quarterback          | Michael Pratt           | 32/52 passes réussies, 462 yards, 1 interception, 5 TDs, 4 sacks subis, évaluation QB de 201,5 |
| Meilleur coureur     | Tyjae Spears            | 15 courses, 205 yards, 4 TDs                                                                   |
| Meilleur coureur     | Michael Pratt           | 15 courses, 103 yards, 0 TD                                                                    |
| Meilleur coureur     | Shaadie Clayton-Johnson | 1 course, 19 yards, 0 TD                                                                       |
| Meilleur receveur    | Alex Bauman             | 3 réceptions, 46 yards, 1 TD                                                                   |
| Meilleur receveur    | Duece Watts             | 2 réceptions, 83 yards, 0 TD                                                                   |
| Meilleur receveur    | Jha'Quan Jackson        | 1 réception, 87 yards, 1 TD                                                                    |
| Meilleur défenseur   | Dorian Williams         | 17 tacles dont 9 en solo                                                                       |
| Trojans de l'USC     |                         |                                                                                                |
| Quarterback          | Caleb Williams          | 37/52 passes réussies, 462 yards, 1 interception, 5 TDs, 0 sack subi, évaluation QB de 173,7   |
| Meilleur coureur     | Austin Jones            | 22 courses, 66 yards, 5 TDs                                                                    |
| Meilleur coureur     | Raleek Brown            | 6 courses, 62 yards, 1 TD                                                                      |
| Meilleur coureur     | Caleb Williams          | 4 courses, 10 yards, 0 TD                                                                      |
| Meilleur receveur    | Brenden Rice            | 6 réceptions, 174 yards, 2 TDs                                                                 |
| Meilleur receveur    | Mario Williams          | 6 réceptions, 35 yards, 0 TD                                                                   |
| Meilleur receveur    | Tahj Washington         | 5 réceptions, 109 yards, 0 TD                                                                  |
| Meilleur receveur    | Michael Jackson III     | 4 réceptions, 31 yards, 1 TD                                                                   |
| Meilleur receveur    | Kyron Hudson            | 4 réceptions, 23 yards, 1 TD                                                                   |
| Meilleur receveur    | Terrell Bynum           | 3 réceptions, 26 yards, 1 TD                                                                   |
| Meilleur défenseur   | Mekhi Blackmon          | 8 tacles dont 5 en solo, 1 passe défendue, 1 FF                                                |